# ヴィッキー・リヒター
ヴィッキー・リヒター（Vicki Richter, 1977年 - ）は、アメリカ合衆国のポルノ俳優。